# Джонстон, Билли (футболист, 1901)
Уи́льям Ги́ффорд Джо́нстон (англ. William Gifford Johnston; 16 января 1901 — 23 ноября 1964), более известный как Би́лли Джо́нстон (англ. Billy Johnston) — шотландский футболист, нападающий.

## Биография
Билли Джонстон родился в Эдинбурге. На протяжении трёх сезонов выступал за английский клуб «Хаддерсфилд Таун», в составе которого выиграл Кубок Англии и Первый дивизион.
В октябре 1927 года перешёл в «Манчестер Юнайтед» за 3000 фунтов. Дебютировал в составе «Юнайтед» 15 октября 1927 года в игре против «Кардифф Сити». Ровно через неделю после дебюта забил свой первый гол за клуб в игре против «Дерби Каунти» на стадионе «Олд Траффорд». Выступал за клуб на протяжении двух сезонов (1927/28 и 1928/29), но в июне 1929 года был продан в «Маклсфилд Таун».
В составе «Маклсфилд Таун» провёл два сезона в качестве капитана команды. В 1930 году помог своему клубу выиграть Большой кубок Чешира, забив четыре гола в финальном матче, который завершился победой «Маклсфилда» со счётом 5:4.
В мае 1931 года вернулся в «Манчестер Юнайтед» и провёл в клубе сезон 1931/32. В общей сложности (с учётом сезонов 1927/28 и 1928/29) сыграл за «Юнайтед» 77 матчей и забил 27 мячей. В мае 1932 года окончательно покинул клуб, перейдя в «Олдем Атлетик».
В составе «Олдема» провёл один сезон (1932/33). В дальнейшем играл за «Фрикли», где также работал главным тренером и клубным секретарём.
После завершения футбольной карьеры управлял табачным магазином и магазином по продаже сладостей.

## Достижения
Хаддерсфилд Таун
- Чемпион Англии: 1923/24
- Обладатель Кубка Англии: 1922